# Dominion (manga)
Dominion (ドミニオン Dominion?) är en japansk mangaserie skriven och illustrerad av Masamune Shirow. Den utspelar sig i den fiktiva staden Newport i Japan, i en framtid där bakterier och miljöförstöring tvingar människor att bära gasmasker utomhus. Serien följer en polisstyrka som använder militärliknande stridsvagnar.